# Skuldelev 3
Skuldelev 3 er et vikingeskib og handelsfartøj, der blev fundet i Roskilde Fjord sammen med de andre Skuldelevskibe. 
Skuldelev 3 er et lille og solidt handelsskib, bygget til fragt af varer i de indre danske farvande og i Østersøen. Det er dateret til omkring 1040. Det har været ca. 14 m langt, 3,3 m bredt og haft en dybdegang på 0,9 m. Lasteevnen har været omkring 4,5 tons. Det har haft 5 årer, og en besætning på 5-8 mand, hvormed det kunne sejle op til 8-10 knob.
Det er det bedst bevarede af de i alt fem vikingeskibe, der blev fundet i Skuldelevspæringen, idet omkring 75 % er bevaret.

## Konstruktion
Skibet er det bedst bevarede af de fem vikingeskibe, fundet i Roskilde Fjord, og er bygget af dansk egetræ. Det har haft dæk af løse planker for og agter, og midtskibs et åbent lastrum med plads til omkring 4 tons last. Skibet kunne bringe ejeren og hans følge til markeder eller møde på tinget.
Vinden var den vigtigste drivkraft, men under manøvrer og over korte stræk i vindstille kunne årerne bruges.
Fakta om Skuldelev 3:
| Datering:        | Ca. 1040      |
| Byggested:       | Danmark       |
| Bevaret:         | Ca. 75 %      |
| Materialer:      | Egetræ        |
| Længde:          | 14 meter      |
| Bredde:          | 3,3 meter     |
| Dybgang:         | 0.9 meter     |
| Deplacement:     | 9,6 tons      |
| Lasteevne        | 4,6 tons      |
| Åretal:          | 5 årehuller   |
| Besætning:       | 5-8 mand      |
| Sejlareal:       | 45 m2         |
| Gennemsnitsfart: | Ca. 4-5 knob  |
| Topfart:         | Ca. 8-10 knob |

## Rekonstruktioner
Siden fundet af Skuldelev 3 blev gjort i 1962 er der fremstillet adskillige rekonstruktioner af skibet. Disse tæller:
- Freja Byrding
- Roar Ege (1985, Vikingeskibsmuseet i Roskilde)
- Sif Ege (1990, Frederikssund)
- Sigyn (2002, Slesvig)

Roar Ege
Vikingeskibsmuseets rekonstruktion, Roar Ege, kan ses i Museumshavnen. Roar Ege har gennemgået flere større reparationer – senest i 2014, hvor stringeren, mange jernnagler og en del bordtræ blev udskiftet. Det var håbet, at denne reparation kunne holde Roar Ege i gang i flere år, men i foråret 2016, var skrogets tilstand så svækket, at det var tydeligt at Roar Eges tid som sejlende skib var forbi. Siden rekonstruktionen af Skuldelev skibene begyndte for mere end 30 år siden, har det været et fast princip for museet, at Skuldelev skibene kan forstås bedst, når der er en fuldskala, sejlende rekonstruktion af hvert skib. Til det formål begyndte byggeriet af den anden rekonstruktion af Skuldelev 3 i 2017.